# Karlskoga domsaga
Karlskoga domsaga var en domsaga i Örebro län. Den bildades 1951 genom delningen av Nora domsaga och blev 1971 i samband med tingsrättsreformen i Sverige överförd till Karlskoga tingsrätt och dess domsaga. 
Domsagan lydde under Svea hovrätt. Det låg endast ett tingslag under domsagan.

## Häradshövdingar
| Ämbetstid | Namn                   | Levnadstid |
| --------- | ---------------------- | ---------- |
| 1952-1970 | Kjell Gunnar Rosenberg | 1912-1984  |

## Härader
- Karlskoga bergslags härad

## Tingslag
- Karlskoga tingslag